# Pato Darkwing
Pato Darkwing (título original: Darkwing Duck) es una serie de televisión de comedia de superhéroes animada estadounidense producida por Walt Disney Television Animation que se emitió por primera vez entre 1991 y 1992 tanto en el bloque de programación sindicado The Disney Afternoon como en los sábados por la mañana en ABC. Se emitieron un total de noventa y un episodios. Presenta las aventuras del Pato Darkwing, que es el alter ego superheroico del pato suburbano ordinario llamado Drake Mallard.
Aunque originalmente algunos fanáticos pensaron que era un derivado de la serie Patoaventuras de 1987, el creador Tad Stones declaró en un informe de 2016 que los dos programas existen en universos diferentes. A pesar de esto, los personajes secundarios Joe McQuack y Gizmoduck (Patoaparato/Robopato) aparecen en ambas series en papeles similares, y Scrooge McDuck es mencionado en el episodio "Tiff of the Titans". Además, la serie de cómics de 2011 de Patoaventuras hacer referencia a Pato Darkwing y presenta a varios villanos de la serie. Un cruce entre Darkwing y Patoaventuras en los cómics aparecen en los números 17 y 18 y en los números 5 y 6, respectivamente, de cada uno.
En 2020, se anunció el desarrollo de un reboot de la serie para Disney+.

## Argumento

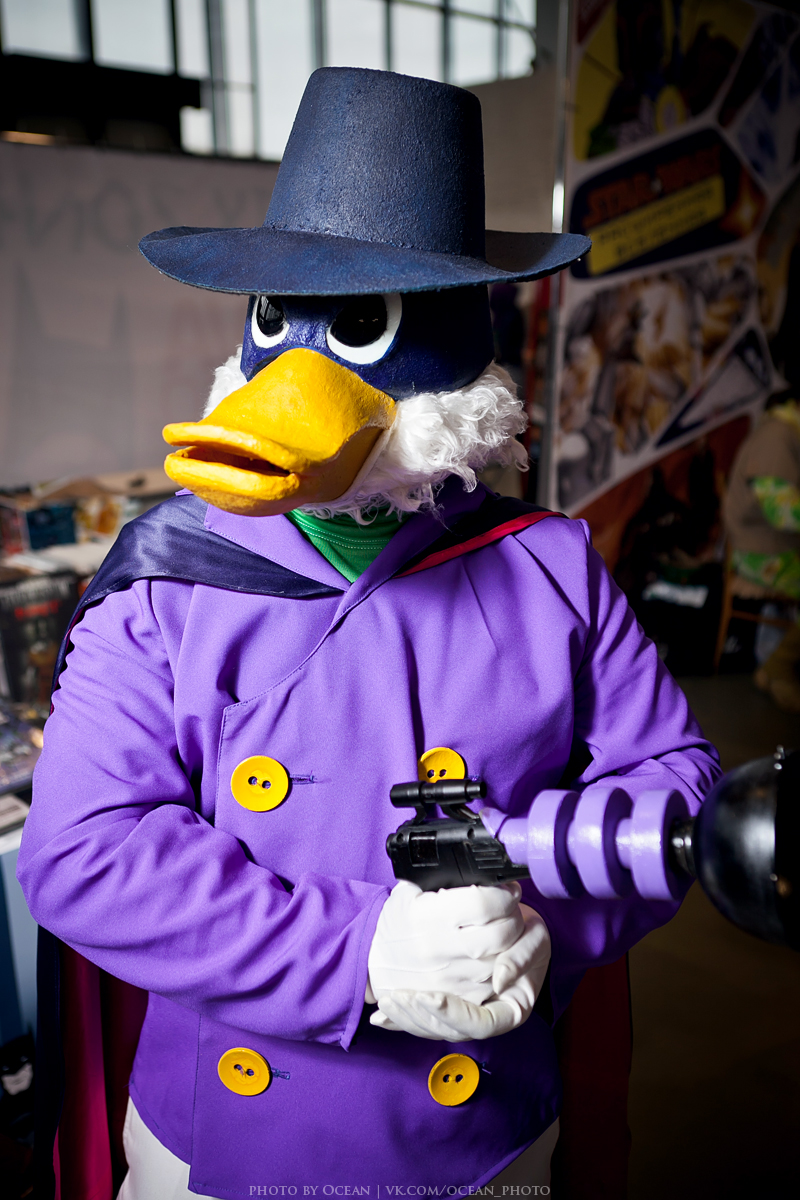
Cosplay de Pato Darkwing en AVAExpo 2013.

Pato Darkwing cuenta las aventuras del superhéroe titular, ayudado por su compañero y piloto Joe McQuack (de Patoaventuras). En su identidad secreta de Drake Mallard (una parodia de Kent Allard, el alter ego de La Sombra), vive en una casa suburbana sin pretensiones con su hija adoptiva Gosalyn, al lado de la desconcertantemente tonta familia de los Muddlefoot. Darkwing lucha por equilibrar su ansia egoísta de fama y atención con su deseo de ser un buen padre para Gosalyn y ayudar a hacer el bien en St. Canard. La mayoría de los episodios ponen estos dos aspectos del carácter de Darkwing en conflicto directo, aunque por lo general prevalece la mejor naturaleza de Darkwing.
El programa fue la primera serie de Disney Afternoon en enfatizar la acción en lugar de la aventura, con Darkwing participando rutinariamente en batallas de payasadas con supervillanos y criminales callejeros. Si bien el conflicto con los villanos era una rutina en los programas anteriores de Disney Afternoon, las escenas de lucha reales eran relativamente raras.
Pato Darkwing también fue la primera propiedad de Disney Afternoon que se produjo completamente como una parodia de género. Los programas anteriores contendrían elementos de parodia en ciertos episodios, pero de lo contrario serían conceptos de aventura serios, esto en la tradición del trabajo de Carl Barks en los cómics de Disney. Por el contrario, cada episodio de Pato Darkwing está cargado de referencias a superhéroes, aventuras pulp o ficción de súper espías. Pato Darkwing mismo es un personaje satírico. Su disfraz, pistola de gas y presentaciones llamativas recuerdan a los héroes pulp y los superhéroes de la Edad de Oro como La Sombra, The Sandman, Doc Savage, Batman, El Avispón Verde y Flash, así como El Llanero Solitario y El Zorro. La ciudad ficticia de St. Canard es una parodia directa de Gotham City ("Canard" es la palabra francesa para «pato»).

## Episodios
| Temporada | Temporada | Episodios | Estreno original         | Estreno original        |
| Temporada | Temporada | Episodios | Comienzo                 | Final                   |
| --------- | --------- | --------- | ------------------------ | ----------------------- |
|           | 1         | 65        | 6 de septiembre de 1991  | 20 de mayo de 1992      |
|           | 2         | 13        | 7 de septiembre de 1991  | 30 de noviembre de 1991 |
|           | 3         | 13        | 12 de septiembre de 1992 | 12 de diciembre de 1992 |

## Producción
Pato Darkwing se desarrolló como un reemplazo de última hora con la obra de arte conceptual de Michael Peraza para un reinicio propuesto de The Rocky and Bullwinkle Show, cuando el equipo de administración se dio cuenta de que Disney no poseía los derechos de los personajes (Disney simplemente tenía los derechos de video casero para las series).
El programa fue un derivado de la muy exitosa serie Patoaventuras. Pato Darkwing entró en producción aproximadamente un año después de que Patoaventuras terminara. Pato Darkwing se inspiró en dos episodios específicos de Patoaventuras: "Double-O-Duck",  protagonizado por Joe McQuack como agente secreto, y "The Masked Mallard", en el que Scrooge McDuck se convierte en un superhéroe vigilante enmascarado que viste una capa y un uniforme morado. El nombre "The Masked Mallard" se convirtió en un epíteto que se usa a menudo en el nuevo programa para referirse al propio Darkwing.
Se ordenó a Tad Stones que creara una serie para The Disney Afternoon en torno a la premisa de Double-O-Duck, ya que a un ejecutivo le gustó el título Double-O Duck como una parodia de James Bond y sintió que Joe McQuack tomaría el papel protagónico. Resultó que el título Double-O Duck no se podía usar ya que la familia Broccoli poseía el título de «double-o».
Se seleccionó un nuevo nombre, «Pato Darkwing». Por lo tanto, Stones diseñó un nuevo personaje para el protagonista, Drake Mallard , mientras seleccionaba a McQuack como compañero. Este nombre daría como resultado una nueva apariencia (Double-O Duck usaría un esmoquin blanco y una máscara de dominó negra). Otros elementos del programa, como el hábito de Darkwing de acuñar nuevos eslóganes cada vez que se anunciaba a sí mismo, se inventarían durante la producción. (Como broma, en el episodio «A Duck by Any Other Name» Drake sugirió «Double-O Duck» como su nueva identidad secreta y McQuack comentó que «parece un poco tonto».)
Donde la mayoría de las series anteriores de Disney Afternoon incluían al menos algunos personajes animados preexistentes, Pato Darkwing presentaba un elenco completamente original. Incluso los personajes de Patoaventuras que reutilizó no tenían equivalente en los primeros cortometrajes de Disney o en los cómics. La única excepción fue el episodio "In Like Blunt", que contó con cameos de los Beagle Boys, Flintheart Glomgold y Magica De Spell.

## Historial de transmisiones
Pato Darkwing se emitió por primera vez en Disney Channel el 31 de marzo de 1991, como un «adelanto», y luego del 6 de abril al 14 de julio de ese año como una transmisión programada regularmente los fines de semana por la mañana, como se anunciaba como «La serie de televisión animada más nueva exclusivamente para The Disney Channel». En realidad, esta fue una vista previa de la serie antes de que se emitiera en The Disney Afternoon.
El episodio de dos partes «Darkly Dawns the Duck» se emitió originalmente como un especial de televisión de una hora el 6 de septiembre de 1991, como parte de un especial de televisión sindicado más grande, The Darkwing Duck Premiere / Back to School with the Mickey Mouse Club. La película sirvió como piloto del programa. Las temporadas 1 y 2 se emitieron simultáneamente en el otoño de 1991. La temporada 1 se emitió en sindicación como parte del bloque de programas The Disney Afternoon. Las temporadas 2 y 3 se transmitieron los sábados por la mañana en ABC. El episodio final se emitió el 12 de diciembre de 1992. Todos los episodios permanecieron en reposiciones sindicadas en The Disney Afternoon hasta 1995 y luego regresaron a la programación de 1996 a 1997.
A partir del 2 de octubre de 1995, Pato Darkwing se volvió a ejecutar en Disney Channel como parte de un bloque de programación de dos horas llamado «Block Party» que se transmitía de lunes a viernes al final de la tarde o temprano en la noche y que también incluía TaleSpin, Patoaventuras y Chip 'n Dale: Rescue Rangers. El 3 de septiembre de 1996, Pato Darkwing se eliminó del comienzo del bloque cuando se agregó La Tropa Goofy al final.

## Recepción

### Recepción crítica
En el sitio web del agregador de reseñas Rotten Tomatoes, la primera temporada tiene una aprobación del 83% según 6 reseñas, con una calificación promedio de 7.00/10. En Metacritic, tiene una puntuación promedio ponderada de 85 sobre 100, basada en 15 críticas, lo que indica «críticas generalmente favorables».
Nigel Mitchell de Comic Book Resources declaró: «Él era el terror que aleteaba en la noche. Era la uña que arañaba la pizarra de tu alma. Era el Pato Darkwing e hizo reír y emocionar a una generación con sus locas aventuras. Siguiente el éxito de «Patoaventuras», el programa de televisión de 1992 «Pato Darkwing» fue uno de los primeros programas orientados a la acción en el bloque de Disney, y no fue como ningún otro programa de televisión». Amanda Dyer de Common Sense Media calificó la serie con 4 de 5 estrellas y escribió: «Pato Darkwing es una comedia animada de Disney de la década de 1990 que tiene violencia de dibujos animados (incluido el uso de armas) e insultos leves. Sigue las travesuras heroicas pero egoístas del superhéroe pato de dibujos animados el Pato Darkwing mientras lucha contra varios supervillanos extravagantes con su compañero, Joe McQuack».
Pato Darkwing fue nombrada la 93.ª Mejor Serie Animada por IGN, llamándola «una de las muchas razones por las que gobiernan los dibujos animados después de la escuela». «Torgo's Pizzeria Podcast» dio una revisión retrospectiva favorable a Pato Darkwing en abril de 2012; Sin embargo, el pódcast notó algunas debilidades con la serie. Nick Caruso de TVLine enumera el tema musical de la serie, interpretado por el veterano de Disney Afternoon Jeff Pescetto, entre los mejores temas de series animadas de todos los tiempos. Hobby Consolas lo puso en su lista 21 series de dibujos animados de los 90.

### Reconocimientos
| Año  | Premio               | Categoría                                      | Destinatarios y nominados | Resultados | Ref           |
| ---- | -------------------- | ---------------------------------------------- | --- | ---------- | ------------- |
| 1992 | Premios Annie        | Mejor programa de televisión animado           | Disney Television Animation | Nominado   | [ 29 ]        |
| 1992 | Premios Annie        | Actuación de voz en el campo de la animación   | Jim Cummings (Para la voz del Pato Darkwing) | Ganador    | [ 30 ] [ 31 ] |
| 1992 | Premios Daytime Emmy | Programación animada excepcional               | Tad Stones Alan Zaslove Bob Hathcock Ken Kessel Russ Mooney Toby Shelton Hank Tucker James T. Walker Carole Beers Marsh Lamore Rick Leon John Kimball | Nominado   | [ 32 ]        |
| 1992 | Premios Daytime Emmy | Escritura sobresaliente en un programa animado | Steve Roberts Duane Capizzi - Para el episodio «Negaduck»                                                                                             | Nominado   | [ 32 ]        |
| 1992 | Premios Daytime Emmy | Escritura sobresaliente en un programa animado | Carter Crocker Tad Stones - Para el episodio de «Dead Duck»                                                                                           | Nominado   | [ 32 ]        |
| 1992 | Premios Daytime Emmy | Mezcla de sonido de película excepcional       | Allen L. Stone Robert L. Harman James L. Aicholtz | Nominado   | [ 32 ]        |
| 1993 | Premios Daytime Emmy | Programación animada excepcional               | Tad Stones Alan Zaslove Toby Shelton Dale Case John Kimball Rick Leon                                                                                 | Nominado   | [ 33 ]        |

## En otros medios

### Videojuegos
- El videojuego Darkwing Duck fue lanzado por Capcom para Nintendo Entertainment System y Game Boy como un videojuego de plataformas de desplazamiento lateral. El juego fue desarrollado para NES en 1992[34] y fue portado a Game Boy en 1993.[35]
- Darkwing Duck (un juego diferente con el mismo título) también se lanzó para TurboGrafx-16 en 1992 como un juego de acción de desplazamiento lateral.[36]
- Disney Infinity: Marvel Super Heroes (2.0 Edition) tiene dos discos de poder que se lanzaron para el juego, «Darkwing Duck's Grappling Gun» y «Darkwing Duck's Ratcatcher». El propio Darkwing Duck es un habitante de la Toy Box 2.0. Darkwing Duck estuvo cerca de ser un personaje jugable en 2.0, pero finalmente fue descartado.[37]
- Disney Infinity 3.0 tenía a Pato Darkwing cerca de ser un personaje jugable, pero perdió ante Olaf en las encuestas de aficionados para la ola inicial de personajes de Disney para 3.0.[38] Sin embargo, Darkwing fue uno de los personajes incluidos en la encuesta oficial de aficionados de Disney Infinity que se llevó a cabo durante el ciclo de vida 3.0 para determinar nuevos personajes para futuras entregas.[39] A pesar de ser uno de los personajes más deseados, el personaje no aparecerá en el juego debido a la cancelación del mismo.[40]

## Personajes

### Personajes principales
- Pato Darkwing/Drake Mallard: Ciudadano común y corriente durante el día y superhéroe residente de la ciudad de San Canario durante la noche. Posee en iguales cantidades una mezcla de altruismo y coraje con un ego y arrogancia gigantescos, y son esos los elementos de su personalidad que constantemente entran en conflicto directo durante sus aventuras. Sus orígenes son confusos y contradictorios. Varios episodios cuentan versiones diferentes de cómo comenzó su cruzada, debido a que el equipo creativo de la serie optó deliberadamente por no aclarar del todo este punto. Darkwing no posee superpoderes, y en cambio - tal como Batman – depende de su astucia, entrenamiento marcial y tecnología de punta para resolver los casos. Suele ser bastante torpe, tozudo, e incapaz de notar la evidencia más obvia aun cuando se encuentre sobre sus narices, pero a diferencia de otros héroes protagónicos con un arquetipo similar, una vez que pone sus defectos a un lado, es un vigilante capaz y efectivo.

- Joe McQuack: Procedente de Patoaventuras, es un piloto de poco cerebro y gran corazón, que oficia de ayudante de Darkwing en su lucha contra el crimen, y a quien conoció cuando éste cayó sobre el tejado de su taller en el episodio piloto de la serie. Según se sabe él ya no trabaja para Scrooge McDuck (Rico McPato/Gilito McPato). Si bien su caracterización es similar a la de Patoaventuras, aquí se hace más hincapié en lo tonto que es más que sobre su habilidad para estrellar todo lo que vuela. McQuack era el fan número 1 de Darkwing, y pasó años trabajando en la construcción del Patotrueno, el vehículo volador que Darkwing usa regularmente en sus misiones.

- Gosalyn Mallard: hija adoptiva del Pato Darkwing desde que se quedó huérfana en el episodio piloto, cuando el jefe criminal Taurus Bulba asesinó a su abuelo biológico. Es muy revoltosa y le gusta meterse en líos, incluso pretende simular las proezas de Darkwing. Ella es la única junto a McQuack y Honker que conocen la verdadera identidad de Darkwing.

### Aliados
- Familia Muddlefoot ("Familia Pataloca" en Hispanoamérica): Los atolondrados y exasperantes vecinos de Drake Mallard (quien no los soporta, pero ellos nunca se dan cuenta de esto):
  - Honker ("Gansi" en Hispanoamérica): Hijo menor de la familia, un niño genio de anteojos y con dificultades en el habla, y el único de la familia con sentido común. Es el mejor amigo de Gosalyn, conoce la identidad secreta de Darkwing, y lo ayuda regularmente en sus aventuras.
  - Herb: Padre de la familia, un obeso ganso de poca inteligencia y obsesionado con la tele.
  - Binky: Madre de la familia, una estereotípica ama de casa suburbana, distraída y chismosa.
  - Tank ("Tanque" en Hispanoamérica): Hijo mayor de la familia, que es un bravucón.

- S.H.U.S.H. ("C.H.I.T.Ó.N." en España): La agencia de inteligencia encargada de lidiar con asuntos de espionaje y contraespionaje que las autoridades regulares no pueden solucionar. Darkwing a menudo trabaja con ellos en calidad de agente libre. S.H.U.S.H. es una parodia de otras agencias ficticias como S.H.I.E.L.D. de Marvel Comics o CONTROL del Súper Agente 86:
  - J. Gander Hooter: Director de S.H.U.S.H. y gran fan de Darkwing, a quien tiene en alta estima por sus métodos imprevisibles y espontáneos. A menudo lo llama cuando sus agentes regulares no pueden lidiar con ciertos casos o cuando necesita del elemento sorpresa que solo Darkwing puede brindar. Su nombre es un juego de palabras del director original del F.B.I, J. Edgar Hoover.
  - Vladimir Goudenov Grizzlykof: Un oso grizzly de Rusia y el agente en jefe de S.H.U.S.H. Diametralmente opuesto a Darkwing, Grizzlykoff se ciñe al protocolo y a las reglas y odia los métodos del protector de San Canario. Así como la relación que Darkwing tiene con Hooter recuerda a la de Batman con James Gordon, la rivalidad que tiene con Grizzlykoff es similar a la que el detective Harvey Bullock ostenta con el hombre murciélago.

- Gizmoduck/Fenton Crackshell ("Patoaparato" en Hispanoamérica): También procedente de Patoaventuras, es un pato con un traje robótico que le permite ser un superhéroe.

### Villanos
- Los Cinco Terribles: Grupo formado por cinco villanos que se unieron para acabar juntos con Darkwing:
  - NegaPato: Archienemigo de Darkwing y su doble malvado de una dimensión paralela conocida como el "Negaverso". Luce exactamente igual que Darkwing con la excepción de los colores de su uniforme son rojo, negro y amarillo (los colores son un homenaje al Flash Reverso, el enemigo principal de Flash). Tampoco posee superpoderes, pero es muy astuto y despiadado. Es el líder de los Cinco Terribles, el grupo formado por cinco de los villanos más recurrentes de Darkwing (y una parodia a los Seis Siniestros de Spider-Man).
  - Dr. Reginald Bushroot ("Reinaldo Plantón" en Hispanoamérica): Un tímido científico que trató fusionar ADN animal con el de una planta, con el fin de que las personas pudieran tener la capacidad de fotosíntesis. Al experimentar el procedimiento en sí mismo quedó convertido en un pato planta mutante que puede controlar el mundo vegetal a voluntad. De todos los enemigos de Darkwing, Plantón es el menos deliberadamente malicioso.
  - Megavolt: Es una rata con heterocromía y el poder de manipular la energía eléctrica a voluntad. Llamado Elmo Sputterspark, uno de los orígenes narrados en la serie liga la primera aparición de Megavolt con la de Darkwing. Elmo era el nerd de la misma clase a la que asistía Darkwing, cuando uno de sus experimentos con electricidad estática fue saboteado por el bravucón del curso. Esto le dio poderes eléctricos pero frio su cerebro. El primer ataque de Megavolt lo realizó en la fiesta de graduación, buscando venganza contra los que le hicieron esto, y Darkwing, haciendo su debut, lo detuvo. Megavolt cree que todos los artefactos eléctricos y bombillas están vivos, son sus amigos y que son constantemente víctimas de la opresión y esclavitud por parte de la gente, por lo que busca liberar a sus hermanos electrónicos del yugo de la humanidad. Este villano era el favorito de los creadores del programa, por lo que tiene más apariciones en la serie que ningún otro rival de Darkwing.
  - Quackerjack ("Quack-Guasón" en Hispanoamérica): un juguetero que se volvió loco y que odia los juegos de consola que lo sacaron del negocio. Quack-Guasón viste como un arlequín y casi siempre va acompañado por un muñeco llamado Sr. Cerebro de Banana con quien habla y éste supuestamente le "contesta" de vuelta. No tiene superpoderes, pero es un genio en la creación de armas peligrosas que lucen como juguetes. La mayor influencia en la creación de Quackerjack claramente corresponde a "The Joker" de Batman, pero además guarda similitudes con otros villanos, tales como el Juguetero de Superman, el Trickster de Flash y el Ventrílocuo de Batman.
  - Liquidador: Originalmente Bud Flud, un inescrupuloso perro empresario y vendedor de agua embotellada, que al tratar de sabotear a su competidor se enfrascó en una lucha con Darkwing y sufrió un accidente con un químico corrosivo que lo convirtió en un ser hecho de agua. Puede controlar todos los líquidos. Nunca olvidando su antiguo oficio, Liquidator habla constantemente como si estuviera haciendo avisos publicitarios, y se hace acompañar por chicas que cantan jingles y visten disfraces alusivos a sus comentarios.

- F.O.W.L. (siglas de "Fiendish Organization for World Larceny"; "Fea Organización Wácala de Ladrones" en Hispanoamérica; "Asociación de Villanos Engañosos y Sediciosos" o "A.V.E.S." en España): Es una organización terrorista (tal como SPECTRE de las novelas de James Bond, o HYDRA en Marvel Comics) originalmente creada para un episodio de Patoaventuras. F.O.W.L. es la agencia enemiga de S.H.U.S.H. y ha antagonizado con Darkwing en numerosas ocasiones:
  - El Alto Mando: Los tres comandantes en jefe de F.O.W.L, tres pájaros antropomórficos que aparecen siempre en siluetas, y cuyos nombres e identidades jamás se mencionan en la serie. Uno de ellos parece ser un pato, el cual es el que siempre habla por los tres, mientras que los otros dos parecen ser buitres o águilas.
  - Steelbeak ("Picacero" en Hispanoamérica; "Pico de Acero" en España): Un gallo "suave" y controlado con un pico metálico, que siempre viste con un impecable terno de chaqueta blanca y que es el agente en jefe de F.O.W.L. Toda su tranquilidad se pierde rápidamente cuando sus planes se frustran. El pico de acero que le da el nombre le sirve como arma, ya que puede cortar casi cualquier cosa con él. Nunca se revela la razón del porqué perdió su pico original. A diferencia de otros villanos en la galería de Darkwing, Picacero es una directa parodia/homenaje a las películas y novelas de espionaje, tomando elementos de diversos enemigos de James Bond, tales como Emilio Largo y Jaws.
  - Eggmen ("Cascarones" en Hispanoamérica; "Hombres Huevo" en España): Agentes de F.O.W.L. que visten trajes amarillos y se caracterizan por llevar cascos en forma de cascarón.

- Taurus Bulba: El primer enemigo que enfrenta Darkwing en la serie. Un imponente toro líder de un imperio criminal, a la usanza de Kingpin de Marvel Comics. Es uno de los villanos más despiadados de su galería, y uno de los pocos de los cuales se implícita en la serie que ha cometido un asesinato, específicamente el abuelo biológico de Gosalyn. Es derrotado por Darkwing, y supuestamente muere en una explosión, pero posteriormente es traído de vuelta a la vida como un cyborg, gracias a F.O.W.L. Bulba declina ser agente para la organización y escapa destruyendo su base, en busca de Darkwing.

- Arturo Tuskernini ("Colmilloni" en Hispanoamérica): Es una morsa que se dedica al crimen porque su carrera como director de cine no le aporta dinero ni fama. Sus planes siempre tienen motivo cinematográfico. Se hace ayudar por una banda de pingüinos que jamás hablan.

- Profesor Moliarty: Un topo genio científico que quiere llevar al mundo de la superficie a una oscuridad eterna. Su nombre hace referencia al Profesor Moriarty, némesis de Sherlock Holmes, pero su motivación principal y caracterización están inspiradas por el enemigo de los Cuatro Fantásticos, el Hombre Topo.

- Splatter Phoenix: Una artista rechazada que es caracterizada por su diálogo pomposo (se autoproclama una "audaz e innovativa deconstructiva seudo anti-neo post moderna"), y por poseer un pincel cubierto de una pintura que le permite entrar en los cuadros, darles vida, o repintarlos, para crear toda clase de criaturas que la asistan. Es uno de los pocos villanos que "mueren" en la serie, al ser "borrada" con aguarrás. Su episodio debut contenía una serie de parodias a obras de pintores famosos como Grant Wood, Salvador Dalí y Pablo Picasso. Se implícita en el programa que ella sabe que ella y su universo han sido animados/pintados por un "Ser superior".

- Doctor Fósil / Profesor Paleozóico: Alguna vez un paleontólogo común y corriente que, debido a razones que escapan a su conocimiento, y a pruebas con tecnología capaz de retroceder el desarrollo evolutivo de una especie, involucionó hasta convertirse en un pterodáctilo, el Profesor Paleozóico. probó el arma en el conserje del museo, el cual se convirtió en el formido Stegmutt, un estegosaurio verde, y su asistente en sus experimentos, y más tarde, contra la voluntad de Stegmutt, en el crimen. No se sabe por qué Paleozóico hizo pruebas en sí mismo, pero esta nueva y primitiva forma atrajo el pavor, el desprecio, y los "¡miren! ¡es Rodan!" de la ciudad de San Canario, este rencor albergado a la ciudad lo hizo darse cuenta de que la gente no valoraba a los dinosaurios más que como objeto de entretenimiento, y no como ancestros de su especie, esto lo hizo convertirse al crimen, y a buscar una manera de erradicar a todo ser vivo en el mundo, abriendo el paso a los dinosaurios para gobernar una vez más, su inspiración podría ser el Lagarto, enemigo de Spider-Man.

- Ammonia Pine: Una gansa obesa que sufre un trastorno obsesivo por la limpieza, al punto tal de convertirla en una peligrosa arma para cometer delitos. Siempre está vestida con un uniforme de servicio doméstico, con un pañuelo atado a su cabeza y siempre lleva en sus manos como arma más visible, una enorme escoba. Es tal el trastorno que posee, que no duda en querer "limpiar" todo lo que ha de considerar una suciedad en su camino y para ello, recurre a pilotar máquinas que simulan ser barredoras o aspiradoras gigantes. Es la única villana que muestra tener parentela, ya que tiene una prima que se hace llamar "La Señora de la Suciedad", quien es una ratona con un traje hecho de restos de basura y con quien a pesar de tener trastornos diametralmente opuestos, siempre confluyen para organizar sus maléficos planes.

## Reparto
| Personaje                   | Actor original (EE. UU.) | Actor de voz (Latinoamérica) | Actor de voz (España) |
| --------------------------- | ------------------------ | ---------------------------- | --------------------- |
| Pato Darkwing/Drake Mallard | Jim Cummings             | Arturo Mercado               | Sergio Zamora         |
| Gosalyn Mallard             | Christine Cavanaugh      | Rossy Aguirre                | Graciela Molina       |
| NegaPato                    | Jim Cummings             | Arturo Mercado               | Sergio Zamora         |
| Quackerjack                 | Michael Bell             | Juan Alfonso Carralero       | Luis Posada           |
| Joe McQuack                 | Terence Mcgovern         | Raúl Aldana                  | José Luis Mediavilla  |
| Herb Muddlefoot             | Jim Cummings             | Herman López                 | Rafael Calvo          |
| Tank Muddlefoot             | Dana Hill                | Diana Santos                 | Vicky Martínez        |
| Binkie Muddlefoot           | Susan Tolsky             | Diana Santos                 | Aurora Ferrándiz      |
| Honker Muddlefoot           | Katie Leigh              | Diana Santos                 | Masumi Mutsuda        |
| Megavolt                    | Dan Castellaneta         | Héctor Lee                   | Luis Fenton           |
| Bushroot                    | Tino Insana              | Arturo Mercado               | Javier Viñas          |
| Pico de Acero               | Rob Paulsen              | Genaro Vásquez               | Pep Sais              |
| Tuskerninni                 | Kenneth Mars             | Raúl de la Fuente            | Jordi Boixaderas      |
| Patoaparato                 | Hamilton Camp            | Gonzalo Abril                | Raúl Aldana           |
| Morgana McCawber            | Kath Soucie              | Araceli de León              | Montse Moreno         |
| Liquidador                  | Jack Angel               | Francisco Colmenero          | Óscar Barberán        |
| Taurus Bulba                | Tim Curry                | Luis Puente                  | Vicente Gil           |

## "Hay que entrar en acción" en otros idiomas
La serie fue doblada en diversos idiomas para su distribución internacional. Un ejemplo, la frase de Darkwing "Hay que entrar en acción", en la versión original era "Let's get dangerous" (Pongámonos peligrosos), en cada idioma la frase fue diferente
| Idioma               | Frase                                                | Traducción literal                                                 |
| -------------------- | ---------------------------------------------------- | ------------------------------------------------------------------ |
| Chino Cantones       | 等我搞破壞!                                          | Espera a que haga un poco de destrucción!                          |
| checo                | Kačer Darkwing!                                      | Pato Darkwing!                                                     |
| danés                | Lad os så vove fjerene!                              | Vamos a arriesgar nuestras plumas!                                 |
| holandés             | Laten we lekker link gaan doen!                      | Puede ser arriesgado!                                              |
| inglés               | Let´s get dangerous                                  | Pongámonos peligrosos!                                             |
| finés                | Ollaan vaarallisia!                                  | Puede ser peligroso!                                               |
| francés              | Ça va craindre un max!                               | ¡Va a ser tope riesgo!                                             |
| alemán               | Zwo, Eins, Risiko!                                   | Dos, uno, riesgo!                                                  |
| griego               | Ας γίνουμε επικίνδυνοι!                              | A buscar peligro!                                                  |
| Hindi                | Ho Jaye Khatron Se Takkar! (हो जाए खतरों से टक्कर!)        |                                                                    |
| indonesio            | Hadang bahaya!                                       | Carga el peligro!                                                  |
| italiano             | Dagli addosso, Duck!                                 | Adelante con ello, pato!                                           |
| japonés              | 危険が俺を呼んでるぜ! (Kiken ga ore o yonde iru ze!) | El peligro me está llamando!                                       |
| coreano              | 덤벼 보라고!                                         | Adelante y atacadme!                                               |
| chino mandarín       | 讓我搞破壞!                                          | Dejadme algo de destrucción!                                       |
| noruego              | La oss bli farlige!                                  | Puede volverse peligroso!                                          |
| polaco               | Oj, powieje grozą!                                   | Oh! Esto puede ser peligroso!                                      |
| portugués (Brasil)   | Vamos encarar o perigo!                              | Vamos a plantarle cara al peligro!                                 |
| portugués (Portugal) | Vamos correr perigo!                                 | Vamos a buscar peligro!                                            |
| ruso                 | Ну-ка, от винта! (Nu-ka, at vinta)                   | ¡Apartaos de la hélice!                                            |
| sueco                | Nu blir vi farliga! / Dags att bli farliga!          | Ahora estamos siendo peligrosos!/Es la hora de volverse peligroso! |
| turco                | Haydi, Tehlikeye atılalım!                           | Puede ser peligroso!                                               |

Otra frase introductoria es "I am the terror that flaps in the night…!" ("Soy el terror que aletea en la noche"), normalmente viene acompañada de una metáfora, similar a las declaraciones de Batman.

## Controversias

### Suecia y Polonia
Hubo cierta polémica en estos países con la emisión de la serie, tanto en Suecia como en Polonia este programa fue considerado muy violento aun siendo una serie infantil, pocos episodios se emitieron en las televisiones de esas naciones. A pesar de tener muchos fanes, Pato Darkwing fue cancelada.

### Controversia de Hot Spells
El episodio Hot Spells (hechizos calientes) ha sido raramente visto desde que fue trasmitido por primera vez. En este episodio aparece un personaje llamado Beelzebub, que se parece a la descripción contemporánea del diablo.
Gosalyn (accidentalmente) hace un trato con Beelzebub para tener poderes mágicos a cambio del alma de Darkwing.
El mismo "demonio" es visto en el episodio Dead Duck (pato muerto), pero como la mayor parte del episodio era un sueño, y el diablo susurra su nombre a Darkwing, los espectadores no pueden oírlo